# 1840 aux États-Unis
Pour des articles plus généraux, voir Chronologie des États-Unis et 1840.
Chronologie des États-Unis
- 1836
- 1837
- 1838
- 1839
- 1840
- 1841
- 1842
- 1843
- 1844

Cette page concerne des événements d'actualité qui se sont produits durant l'année 1840 du calendrier grégorien aux États-Unis.

## Gouvernement
- Président : Martin Van Buren Démocrate
- Vice-président : Richard Mentor Johnson Démocrate
- Secrétaire d'État : John Forsyth
- Chambre des représentants - Président :  Robert M. T. Hunter (Whig)

## Événements

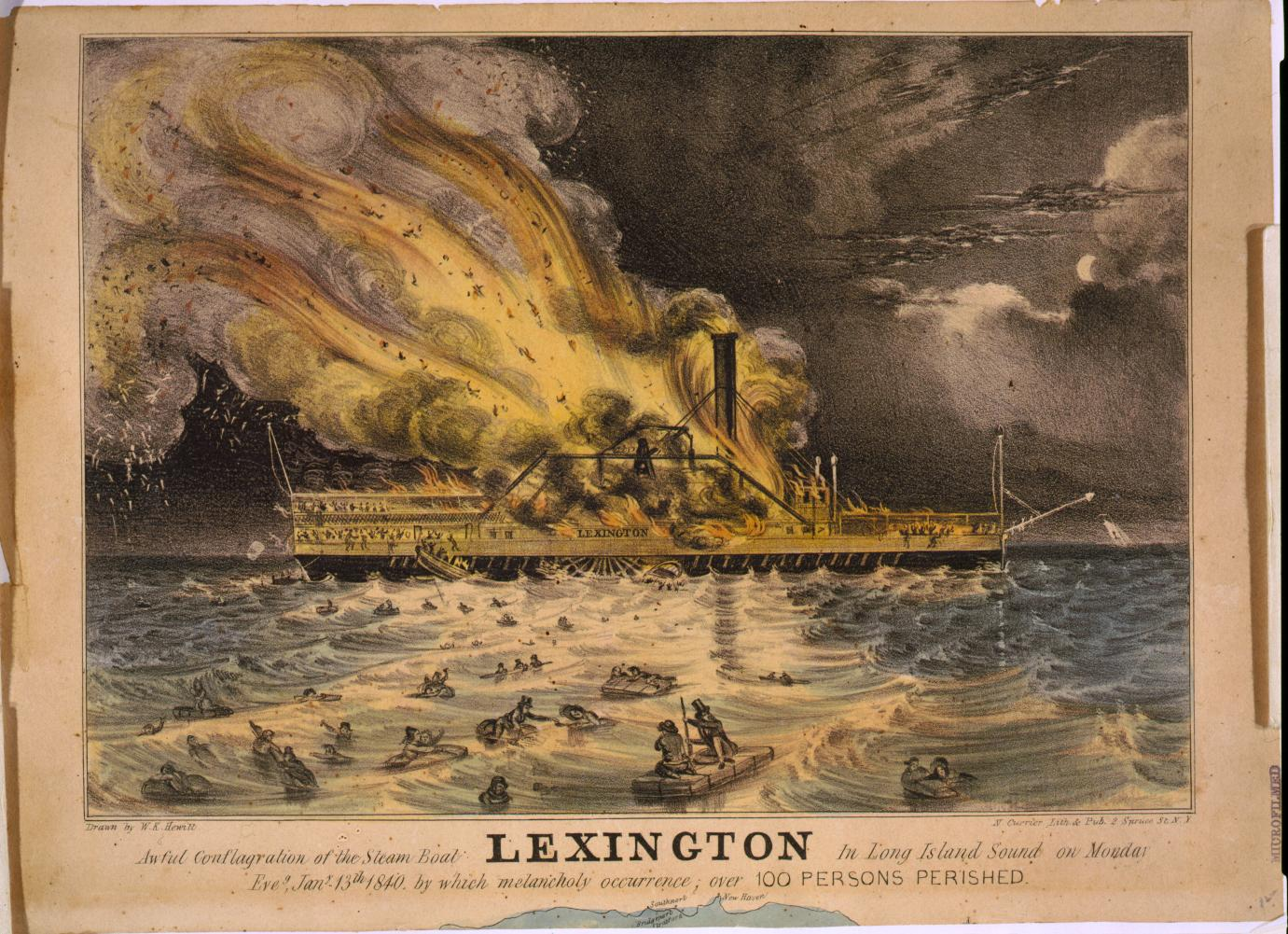
13 janvier : incendie du vapeur Lexington

- 19 janvier : Austin devient la capitale du Texas. À titre de dédommagement, Houston accueillera la première chambre de commerce.

|                                  | 1790      | 1800      | 1810      | 1820      | 1830       | 1840       |
| -------------------------------- | --------- | --------- | --------- | --------- | ---------- | ---------- |
| Population totale des États-Unis | 3.929.326 | 5.308.483 | 7.239.881 | 9.638.453 | 12.866.020 | 17.069.453 |
| Esclaves aux États-Unis          | 697.681   | 893.602   | 1.191.362 | 1.538.022 | 2.009.043  | 2.487.355  |

- 1er juin : le sixième recensement tient place. Le recensement estime la  population des États-Unis à 17 069 453 dont 2 487 355 sont des esclaves[1].
- 19-20 juillet : première Convention pour les droits de la femme à Seneca Falls (État de New York).
- 7 décembre : élection présidentielle américaine de 1840. Le Whig William Henry Harrison obtient un mandat de président des États-Unis contre son adversaire démocrate Martin Van Buren. C'est la première défaite du parti démocrate depuis 1824. Harrison décède cependant le 4 avril 1841, à peine plus d'un mois après son investiture, le 3 mars, pendant laquelle il prononce un très long discours d'investiture dans un froid glacial, et contracte une pneumonie qui allait lui être fatale. Son vice-président John Tyler lui succède donc très rapidement.
- Épidémie de typhus à New York.
- Fondation de la Washington Temperance Society.

## Naissances
- 29 janvier : Henry Huttleston Rogers, (décédé le 19 mai 1909), était un capitaliste, homme d'affaires, industriel, financier et philanthrope.
- 5 février : Sir Hiram Stevens Maxim (décède le 24 novembre 1916) est un inventeur britannique d'origine américaine. Il a notamment inventé la mitrailleuse Maxim et le piège à souris.

#### Articles généraux
- Histoire des États-Unis de 1776 à 1865
- Évolution territoriale des États-Unis
- Seconde Guerre séminole

#### Articles sur l'année 1840 aux États-Unis
- Élection présidentielle américaine de 1840